# محمد فؤاد الكوبريللي
محمد فؤاد الكوبريللي (بالتركية: Mehmet Fuat Köprülü) ـ (5 تشرين الثاني 1890 ـ 28 حزيران 1966)، يعرف بـ كوبريللي زاده، أحد أفراد عائلة الكوبريللي. مؤرخ وسياسي تركي يُعتبر من كبار أساطين العلم ورجالاته الذين ألفوا في مضمار العلوم الاجتماعيّة، اشتُهر بمساهماته في التاريخ العثماني والفلكلور، واللغة التركية.

## حياته
وُلد في إستانبول في الرابع من كانون الأول/ديسمبر عام 1890 في منزل تُطلُّ واجهتُه على مقبرة السلطان محمود، ويُطلّ من إحدى جهاته الأخرى على شارع ديوان يولي (Divan Yolu). وكان هذا المنزل يُعرَف باسم "منزل خالد أفندي" الذي كان ناظرًا للماليّة في ذلك الحين. والده هو فايز بك كوبريللي، الإبن الأوسط لأحمد ضيا بك كوبريللي، وأمّه خديجة هانم ابنة عارف حكمت بك، أحد علماء وأشراف يَسْلَمْيَة.

## تعليمه
أنهى كوبريلله زاده مرحلة التعليم الإعدادي بين أعوام 1907-1910، ثمّ تابع دراسته بعدها في مدرسة الحقوق، ولمّا بدى له أنّ أساتذته لا يفون بالغرض الذي ينشُده، وأنّ تحصيل العلم في هذه المدرسة لن يُحقّق له الغاية التي يطلُبُها، قرَّر أن يغادرها وهو ما زال بعد في منتصف مرحلته الدراسيّة.

قضى بعدها شطرًا من حياته اضطلع فيه بتدريس اللغة التركية وآدابها، في بعض المدارس الثانوية التركية، مثل: مرجان قباطاش، وغلطة سراي، ثمّ عمل بعد حين مُدرِّسًا لتاريخ الأدب التُّركي في مدرسة الفُنون، وهي الوظيفة التي أصبحت شاغرة بعد وفاة خالد ضيا. ولم يحظ أحد قط أن تقلّد منصب التدريس في الجامعة كما حظي كوبريللي وهو بعدُ في الثالثة والعشرين من عمره.

أصدر كوبريللي إبان عمله في مدرسة مرجان مجلة "تعاوُن"، وكتب بواكير أشعاره وهو لم يتجاوز الخامسة عشرة من عمره، ثمّ طبعها في مجلّة "مصور ترقي"، ثمّ جيء به للعمل في مهنة التدريس، وكتب الشعر والخواطر الأدبية والفكرية منذ عام 1908، واشتهر في طول البلاد وعرضها بهذه المقالات التي كان يكتبها. وقد نشر أشعاره ومقالاته النثريّة التي دبّجها في عهد الشباب في المجلتين: "محاسن" و"ثروة فنون" حتّى عام 1913.

بعد أن صار مُدرّسًا بالجامعة قصَر حياته على البحث العلمي، لا يكاد يتجاوزه إلى مضمار آخر سواه، وفي عام 1913 دبّج مقالة عنوانها "الأصول في تاريخ الأدب التركي"، وكانت هذه المقالة بمثابة الأساس المتين الذي بُنيت عليها الدراسات العلميّة اللاحقة للأدب التركي.
عضو في الحزب الديموقراطي وأحد مؤسسيه، عمل وزيراً للشؤون الخارجية في حكومة عدنان مندريس (Adnan Menderes) من عام 1950وحتى 1955، ثم أصبح نائب رئيس الوزراء في عام 1956 لفترة قصيرة.

## أعماله
تضمنت أعماله كمؤرخ :
1. أصل الإمبراطورية العثمانية.
2. سلاجقة الأناضول: تاريخهم وثقافتهم وفق المصادر الإسلامية.
3. تمهيد عن الإسلام في الأناضول بعد غزو الأتراك.

يعتبر مؤسس للنظرية التي تحاول فهم نشوء القبيلة العثمانية واتجاه انتشارها.
حالياً قد أعد برنامج منحة محمد فؤاد الكوبريللي الدراسية لتأمين مورد مالي للطلاب الأتراك ليشرعوا في دراسة دكتوراه دولة من جامعة كامبردج.

## روابط خارجية
- محمد فؤاد الكوبريللي على موقع الموسوعة البريطانية (الإنجليزية)
- محمد فؤاد الكوبريللي على موقع مونزينجر (الألمانية)